# Billardiera coriacea
Billardiera coriacea là một loài thực vật có hoa trong họ Pittosporaceae. Loài này được Benth. mô tả khoa học đầu tiên năm 1863.